# Sant’Onofrio
Sant’Onofrio – miejscowość i gmina we Włoszech, w regionie Kalabria, w prowincji Vibo Valentia. Nazwa miejscowości pochodzi od imienia świętego Onufrego.
Według danych na rok 2004 gminę zamieszkiwało 3239 osób, 179,9 os./km².